# Maskinnamo
Maskinnamo (finska: Maskun Innamaa) är en ö i Finland.   Den ligger i kommunen Pargas i den ekonomiska regionen  Åboland  och landskapet Egentliga Finland, i den sydvästra delen av landet, 180 km väster om huvudstaden Helsingfors. Arean är 3,5 kvadratkilometer.
Terrängen på Maskinnamo är mycket platt. Öns högsta punkt är 36 meter över havet. Den sträcker sig 2,1 kilometer i nord-sydlig riktning, och 3,5 kilometer i öst-västlig riktning.
I övrigt finns följande på Maskinnamo: